# وضع طبیعی
وضع طبیعی مفهومی است که در اخلاق، فلسفهٔ سیاسی، دین، نظریه‌های قرارداد اجتماعی و حقوق بین‌الملل مورد استفاده قرار می‌گیرد، برای بیان این که زندگی مردم قبل از به وجود آمدن جوامع چه شرایط فرضی می‌توانست داشته باشد. نظریه پردازان وضع طبیعی استدلال می‌کنند که باید زمانی طول کشیده باشد تا جوامع سازمان یافته باشند، چنین پیش فرضی پرسش‌هایی از این قبیل را پیش می‌آورد: "زندگی قبل ازجامعه مدنی چگونه بود؟"؛ "برای اولین بار دولت چه گونه در چنان وضعی شکل گرفت؟" و؛ "دلایل فرضی برای ورود به وضعیت جامعه با ایجاد یک دولت-ملت چیست؟"
در برخی از نسخه‌های نظریهٔ قرارداد اجتماعی، در وضع طبیعی هیچ حقوقی وجود ندارد، فقط آزادی هست، و این قرارداد اجتماعی است که باعث ایجاد حقوق و تعهدات می‌شود. در نسخه‌های دیگر برعکس توضیح داده می‌شود: قرارداد اجتماعی محدودیت‌هایی را برای افراد به وجود می‌آورد و باعث می‌شود که حقوق طبیعی آن‌ها محدود شود.
جوامعی که قبل از شکل‌گیری حکومت وجود داشته‌اند یا بدون آن وجود دارند، در حال حاضر در رشته‌هایی مانند دیرینه‌شناسی مورد مطالعه قرار می‌گیرند. زیر مجموعه‌های باستان‌شناسی تاریخی مانند مردم‌شناسی فرهنگی، مردم‌شناسی اجتماعی و قوم‌شناسی به بررسی ساختارهای اجتماعی و قدرت مربوط به مردمان بومی دور از دست‌رس و در جوامع قبیله ای می‌پردازند.

## اندیشمندان مطرح

### موزی
موزی، فیلسوف چینی اوایل عصر دولت‌های جنگ‌طلب، نخستین متفکر تاریخ بود که مفهوم وضع طبیعی را پیش نهاد داد. او این مفهوم را برای دفاع از نیاز به یک حاکم واحد پیش نهاد داد. به گفته موزی، در وضع طبیعی هر فرد قوانین اخلاقی خاص خود را دارد (یی، 義). در نتیجه مردم نمی‌توانند به توافق برسند و منابع هدر می‌رود. از آنجا که موزی راه‌های تقویت و متحد ساختن دولت (لی، 利)را ارتقا داد، بی سازمانی آن وضعیت رد شد:
"در آغاز زندگی بشر، هنگامی که هنوز هیچ قانون و حکومتی وجود نداشت، وضع این گونه بود که هر کس بر اساس قانون خودش (یی، 義)عمل می‌کرد. بر این اساس هر نفر قانون خودش را داشت، دو نفر دو قانون متفاوت داشتند و ده نفر ده قانون مختلف داشتند، هرچه مردم بیش تر قوانین بیش تر، و هر کس دیدگاه‌های اخلاقی خود را تأیید می‌کرد و دیدگاه دیگران را نیز نمی‌پذیرفت و به همین علت بین هر دو فردی از مردمان مخالفت پیش می‌آمد. در نتیجه پدرو پسر، برادر بزرگتر و کوچکتر غریبه و دشمن می‌شدند. هر کس به ضرر دیگران با آب، آتش و سم کار می‌کرد. توان مازاد برای کمک متقابل هزینه نمی‌شد؛ کالاهای مازاد می‌پوسیدند بدون این که به دست دیگران برسند. بهترین آموزه‌ها (دائو، 道) پنهان نگه داشته می‌شد و فاش نمی‌گشت. "
پیش نهاد او این بود که قوانین یکسان را بر اساس یک نظام اخلاقی یا استاندارد واحد (فا، 法) پایه‌ریزی کنیم تا برای همه مورد پذیرش باشد، در آن قوانین باید منافع هر عملی دیده شده باشد. به این ترتیب، حاکم دولت و افراد تابع او یک نظام اخلاقی یکسان خواهند داشت، در آن نظام همکاری و تلاش مشترک یک قاعده خواهد بود. پیش نهاد او بعدها به دلیل ترجیح منافع بر اخلاق، توسط آئین کنفوسیانیسم، به ویژه منسیوس، رد شد.

### جان رالز
جان رالز، از احیاگران ایدهٔ قرارداد اجتماعی در دورانِ معاصر، در بیان نظریهٔ عدالت خود از ایدهٔ قراردادگرایانهٔ مشابهی استفاده کرد و آن را توافق در وضع نخستین خواند. در وضعِ آغازین، انسان‌ها در وضعیتی که آن را حجاب جهل می‌نامید، بر روی اصولی از عدالت توافق می‌کنند که با در نظر گرفتن فرایندِ این توافق، می‌توان آن را منصفانه دانست.